# أليكس بوين
أليكس بوين (بالإنجليزية: Alex Bowen)‏ هو متزحلق حر أمريكي، ولد في 21 مايو 1992 في بوفالو في الولايات المتحدة.

## وصلات خارجية
- أليكس بوين على موقع الاتحاد الدولي للتزلج (التزلج الحر) (الإنجليزية)